# Antirhea
Antirhea là một chi thực vật có hoa trong họ Thiến thảo (Rubiaceae).

## Loài
Chi Antirhea gồm các loài:
- Antirhea affinis (Zoll.) Chaw
- Antirhea anodon (Miq.) Chaw
- Antirhea aromatica — endemic to Veracruz, Mexico.
- Antirhea atropurpurea (Craib) Chaw
- Antirhea attenuata (Elmer) Chaw
- Antirhea benguetensis (Elmer) Valeton
- Antirhea bifida (Lam.) I.M.Johnst.
- Antirhea bombysia Chaw
- Antirhea borbonica J.F.Gmel.
- Antirhea buruana Chaw
- Antirhea caudata (M.E.Jansen) Chaw
- Antirhea chinensis (Champ. ex Benth.) Benth. & Hook.f.
- Antirhea edanoi Chaw
- Antirhea foveolata Chaw
- Antirhea hexasperma (Roxb.) Merr.
- Antirhea inaequalis Chaw
- Antirhea inconspicua (Seem.) Christoph.
- Antirhea ioensis (Baill.) Chaw
- Antirhea jamaicensis — endemic to Jamaica.
- Antirhea livida Elmer
- Antirhea madagascariensis Chaw
- Antirhea megacarpa Merr. & L.M.Perry
- Antirhea microphylla (Bartl. ex DC.) Merr.
- Antirhea multiflora (M.E.Jansen) Chaw
- Antirhea myrtoides (F.M.Muell.) F.M.Bailey
- Antirhea novobritanniensis (M.E.Jansen) Chaw
- Antirhea ovatifolia (M.E.Jansen) Chaw
- Antirhea paxillata Chaw
- Antirhea philippinensis (Benth.) Rolfe
- Antirhea portoricensis — endemic to Puerto Rico.
- Antirhea putaminosa (F.Muell.) F.Muell.
- Antirhea radiata — native to Cuba and Hispaniola in the Dominican Republic and Haiti.
- Antirhea ramosii Chaw
- Antirhea rhamnoides (Baill.) Chaw
- Antirhea schmutzii (M.E.Jansen) Chaw
- Antirhea sintenisii — endemic to Puerto Rico.
- Antirhea smithii (Fosberg) Merr. & L.M.Perry
- Antirhea sphaerocarpa Chaw
- Antirhea strigosa Korth.
- Antirhea talaudensis Chaw
- Antirhea tayabensis Chaw
- Antirhea tenuiflora F.Muell. ex Benth.
- Antirhea ternata Chaw
- Antirhea tomentosa — endemic to Jamaica.